# Edward Bluemel
Edward Robert Bluemel (* 22. Mai 1993 in Somerset) ist ein britischer Schauspieler.

## Leben und Karriere
Bluemel stammt aus der englischen Grafschaft Somerset. Bis 2011 ging er auf die Taunton School, an der beide seiner Eltern als Lehrer arbeiten. Danach belegte er einen Grundlagenkurs für Schauspiel an der Royal Academy of Dramatic Art. 2015 erlangte er am Royal Welsh College of Music & Drama in Cardiff einen Bachelor of Arts in Schauspiel. Für sein letztes Jahr am College erhielt er ein Laurence-Olivier-Stipendium.
Seine erste Serienhauptrolle spielte Bluemel 2017 in The Halcyon. Ab 2018 spielte er in allen drei Staffeln von A Discovery of Witches. Weitere größere Auftritte spielte er unter anderem in der ersten Staffel von Sex Education und der zweiten Staffel von Killing Eve. 2023/2024 hatte er unter anderem Hauptrollen in Spin-offs zu Castlevania und Belgravia sowie die führende männliche Rolle in My Lady Jane.

## Theatrografie
- 2014: The Winter’s Tale (Richard Burton Theatre Company)
- 2014: Strange Orchestra (Richard Burton Theatre Company)
- 2014: Mercury Fur (Company of Sirens)
- 2014: King Lear (RWCMD)
- 2015: Longing (Richard Burton Theatre Company)
- 2015: Animal (Richard Burton Theatre Company)
- 2017: Touch (Soho Theatre)
- 2017: Love in Idleness (Menier Chocolate Factory/Apollo Theatre, West End)

## Filmografie
- 2016: Holby City (Fernsehserie, 1 Episode)
- 2017: The Halcyon (Fernsehserie, 8 Episoden)
- 2017: Access All Areas
- 2018: The Commuter
- 2018–2022: A Discovery of Witches (Fernsehserie, 17 Episoden)
- 2019–2023: Sex Education (Fernsehserie, 6 Episoden)
- 2019: Verräter (Traitors, Fernsehserie, 2 Episoden)
- 2019: Johanna – Eine (un)typische Heldin (How to Build a Girl)
- 2019–2022: Killing Eve (Fernsehserie, 9 Episoden)
- 2020: Trying (Fernsehserie, 1 Episode)
- 2020: Schöne neue Welt (Brave New World, Fernsehserie, 1 Episode)
- 2021: Please Help (Fernsehserie, 1 Episode)
- 2022: Ten Percent (Fernsehserie, 6 Episoden)
- 2022: Überredung (Persuasion)
- 2023: Castlevania Nocturne (Animationsserie, Synchronstimme, 8 Episoden)
- 2024: Belgravia: The Next Chapter (Fernsehserie, 7 Episoden)
- 2024: My Lady Jane (Fernsehserie, 8 Episoden)
- 2024: We Might Regret This (Fernsehserie, 6 Episoden)